# Předsednictvo
Předsednictvo nebo prezidium (z lat. prae-sidere, předsedat) je nejvyšší výkonný orgán různých organizací a institucí, například parlamentů, soudů, oborových komor, politických stran, zájmových sdružení nebo jiných společenství občanů, v nichž členové mají rovná práva, v období mezi konáním zasedání, shromáždění, kongresu nebo sjezdu. Jeho členové jsou voleni obvykle na určitou dobu. V čele stojí předseda – předsedkyně či prezident – prezidentka a jeho náměstci nebo zástupci (místopředsedové, viceprezidenti apod.) Podrobnější ustanovení o vzniku, obměně, kompetencích i jednání předsednictva plynou z demokratických principů, ze speciálních zákonů, stanov (pokud příslušná ustanovení ctí principy demokracie a ústavního pořádku), jednacích řádů. Nejde-li o státní orgány nebo státní instituce, řídí se předsednictvo rozhodnutími zasedání, shromáždění, kongresu nebo sjezdu, který je nejvyšším orgánem sdružení. U státních institucí a orgánů musí být rozsah moci, právní kompetence, případy, v nichž je oprávněno předsednictvo jednat, způsoby a postupy jednání stanoveny zákonem, případně jednacím řádem.